# Krypton
Krypton (Kr; z gr. κρυπτός, kryptos = „ukryty”) – pierwiastek chemiczny z grupy helowców. Bezbarwny, niereaktywny gaz. Został odkryty w 1898 r. przez W. Ramsaya i M.W. Traversa. 
Występuje w atmosferze ziemskiej w ilości ok. 1,14 ppm. Jest jednym z produktów rozpadu uranu i plutonu. Ma 32 izotopy z przedziału liczby masowej 69–100 o okresie półtrwania minimum 1 ms. Trwałe są izotopy 78, 80, 82, 83, 84 i 86.
Jest bardzo słabo reaktywny, podobnie jak inne gazy szlachetne. Reaguje z gazowym fluorem pod wysokim ciśnieniem, tworząc fluorek kryptonu, oraz w specyficznych warunkach z fluorowodorem, dając fluorowodorek kryptonu. Ponadto tworzy kompleksy klatratowe z wodą i hydrochinonem. Dzięki niskiej przewodności cieplnej, podobnie jak argon, wykorzystywany jest do wypełniania żarówek i szyb zespolonych w oknach. Stosowany przy poszukiwaniu rud uranu, jako że jest jednym z produktów jego rozszczepienia.
Nie ma znaczenia biologicznego.
Izotop 86Kr ma pomarańczowoczerwoną linię w widmie atomowym. Długość fali elektromagnetycznej tej linii stanowiła od 1960 do roku 1983 wzorzec metra w systemie SI.